# Iglesia católica en Chile

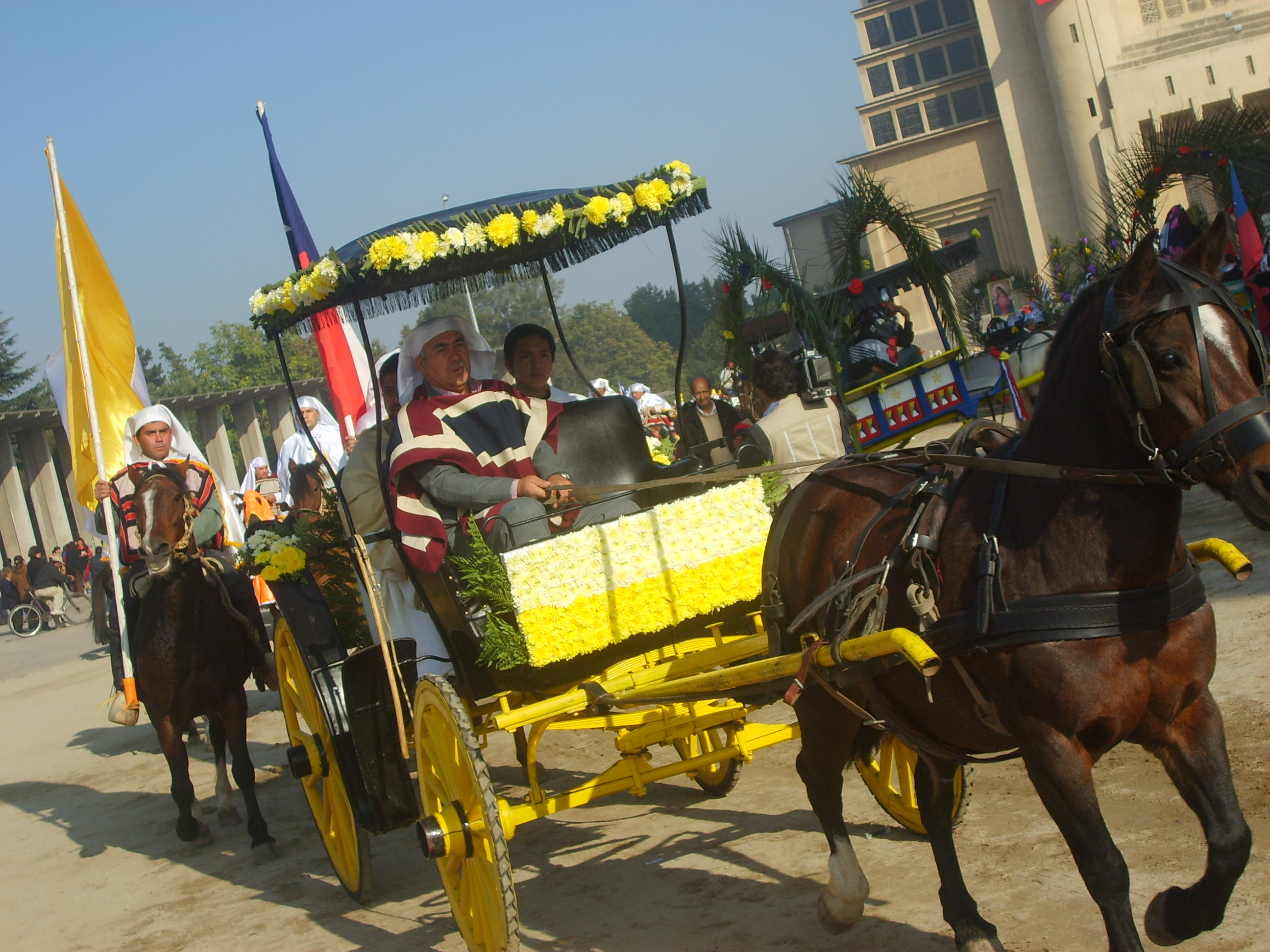
Cuasimodo, una de las festividades católicas más típicas celebradas en Chile.

La Iglesia católica ha estado presente en Chile desde 1540, cuando se inició la conquista del territorio chileno por parte del Imperio Español. Durante muchos años, ha ejercido una gran influencia en la vida política y espiritual del país.
La religión católica es el credo más extendido en la población chilena, agrupando a 13.602.000 personas (74,03% de la población del país) según el Anuario Estadístico de la Iglesia 2017. El número de miembros de la Iglesia católica ha bajado considerablemente en los últimos años, debido al fuerte crecimiento tanto de la religión evangélica como del agnosticismo y ateísmo.
Su templo es la Catedral Metropolitana de Santiago, mientras que el Templo Votivo de Maipú es la iglesia más alta del país y está dentro de las 250 más altas del mundo. El primer templo cristiano construido en Chile es la iglesia de San Francisco de Chiu Chiu, ubicada en la Región de Antofagasta y que fue erigido en 1540 por los conquistadores españoles.
La Iglesia católica chilena se encuentra en comunión con la Santa Sede y desde que se promulgó Constitución Política de la República de Chile de 1925, en la que se dictaminó la separación Iglesia-Estado, no representa la religión oficial del Estado de Chile.

## La Iglesia católica en la sociedad chilena

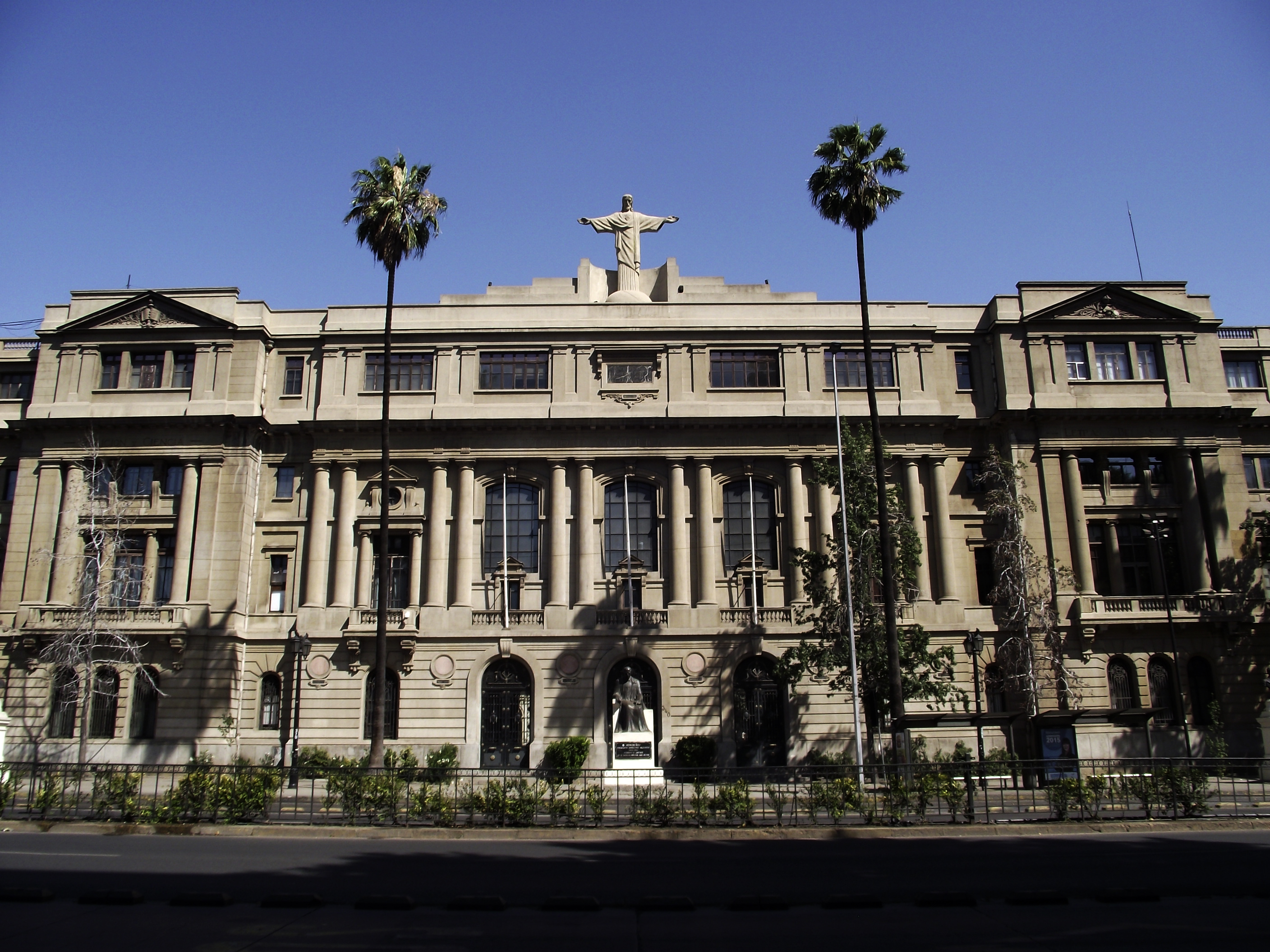
Casa Central de la Pontificia Universidad Católica de Chile.

Desde la conquista de Chile hasta la actualidad, la Iglesia católica ha jugado un importante rol en la educación chilena. Durante los primeros años fueron principalmente los jesuitas y dominicos los mayores impulsores de la educación. En 1595, pocos años de la fundación de Santiago, los dominicos fundaron una escuela de enseñanza de gramática latina, a la que, al parecer el mismo año se sumaron cursos de filosofía y teología. Esta misma escuela posteriormente se convertiría en la primera universidad de Chile, y no la Universidad Pencopolitana, como se cree erróneamente. La universidad tomaría el nombre de Universidad de Santo Tomás de Aquino. Posteriormente la Compañía de Jesús pudo convertir su propia academia, el Colegio Máximo de San Miguel, en la segunda Universidad Pontificia santiaguina. En rigor eran estas órdenes principalmente las encargadas de la educación en la pobre colonia de Chile, hasta que en 1767 la orden jesuita fue expulsada de todos los dominios del Imperio español, cayendo la educación chilena en un largo período de depresión y letargo. Durante los años que vinieron, la iglesia siguió jugando un papel más o menos importante, manteniendo institución de educación primaria y secundaria, éstas sostenidas por órdenes como los mercedarios, agustinos, dominicos, etcétera.

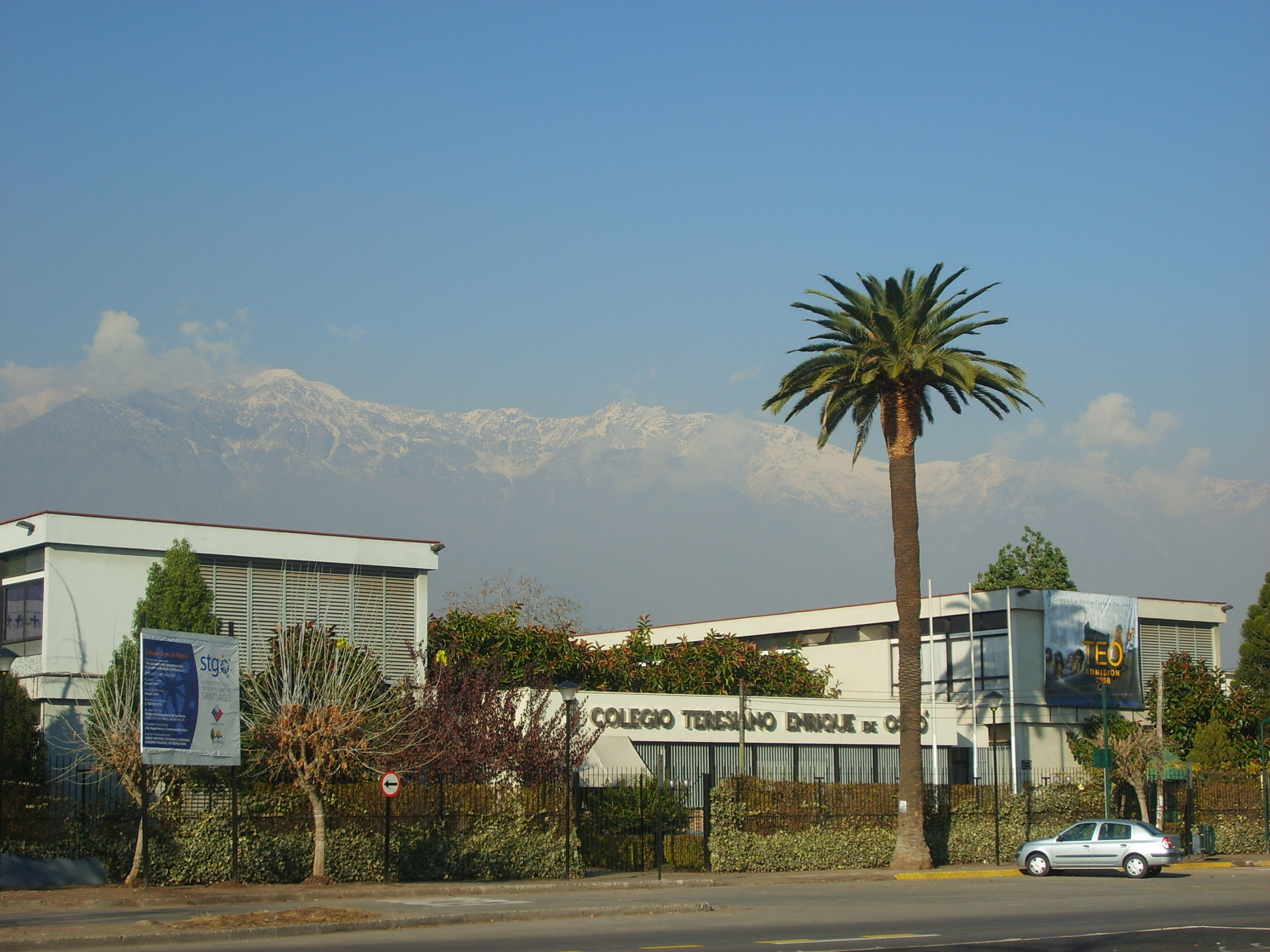
Colegio Teresiano Enrique de Ossó, colegio católico chileno perteneciente a la Compañía de Santa Teresa de Jesús.

Durante el periodo de emancipación nacional, las relaciones Estado-Iglesia alejaron a esta última de algunos aspectos de la sociedad. Las nuevas autoridades republicanas crearon la Universidad de Chile, heredera de la Real Universidad de San Felipe, y la concibieron como un plantel laico, alejado de las enseñanzas de la Iglesia, a pesar de que ésta contaba con una facultad de Teología. Las reformas secularizadoras del Estado de Chile privaron a la Iglesia católica del monopolio exclusivo que ejercía en diversos ámbitos de la vida pública nacional. Asimismo, el crecimiento de la educación laica fiscal era otra preocupación para los grupos conservadores, quienes intentaron impulsar la educación privada de corte católico y limitar los alcances del Estado docente. Así, en 1888, y liderados por el exministro de Culto e Instrucción Pública (Ministro de Educación), Abdón Cifuentes, un grupo de católicos junto a monseñor Mariano Casanova, Arzobispo de Santiago, fundan el día 21 de junio de 1888 la Pontificia Universidad Católica de Chile, reiniciando así un periodo en el que la iglesia nuevamente tendría una buena dosis de injerencia en el ámbito educacional. Sus primeras escuelas serían las de Derecho e Ingeniería y su primer rector fue Monseñor Joaquín Larraín Gandarillas.
Desde aquel entonces la Iglesia católica ha desarrollado una permanente misión educacional. El principio del siglo XX fue testigo de un gran número de fundaciones de colegios y liceos católicos. Órdenes como los jesuitas, agustinos, salesianos, maristas, mercedarios, marianistas y Compañía de Santa Teresa de Jesús, por solo nombrar algunas, poseen un cierto número de colegios a lo largo de todo el país, en muchos de los cuales incluso se han educado algunos de los líderes actuales de Chile. Aparte de las órdenes, las diócesis locales mantienen instituciones de educación primaria y secundaria de manera privada o subvencionada, como lo es el Seminario Pontificio Menor de Santiago, colegio de carácter privado perteneciente al arzobispado de Santiago. Sin lugar a dudas, la Iglesia católica es la principal sostenedora de la educación privada en Chile.

## Labor educativa
Actualmente la Iglesia Católica en Chile administra directamente 692 jardines infantiles, 904 colegios de enseñanza básica y 587 establecimientos de enseñanza media, formando a más de 570,000 alumnos.

### Educación superior
En el ámbito de la educación superior, existen seis universidades católicas tradicionales pertenecientes al Consejo de Rectores de las Universidades Chilenas (CRUCH):
- Pontificia Universidad Católica de Chile
- Pontificia Universidad Católica de Valparaíso
- Universidad Católica del Norte
- Universidad Católica de la Santísima Concepción
- Universidad Católica del Maule
- Universidad Católica de Temuco

Las tres últimas fueron formadas sobre la base de las ex sedes regionales de la Pontificia Universidad Católica de Chile, y que son denominadas actualmente universidades regionales, pertenecientes a la diócesis respectiva de su lugar. Existen universidades ligadas a órdenes religiosas, como es el caso de la Universidad Alberto Hurtado de la Compañía de Jesús (jesuitas), la Universidad Católica Silva Henríquez de los Salesianos, la Universidad Finis Terrae de los Legionarios de Cristo y la Universidad de Los Andes de la Prelatura Personal del Opus Dei. Además, se incluye a la lista la Universidad Santo Tomás que, aunque no pertenece a la iglesia ni a alguna agrupación católica, está inspirada en el pensamiento de santo Tomás de Aquino.
Algunos institutos de formación técnica de carácter católico son: Centro de Formación Técnica ENAC de Cáritas Chile, Duoc UC, Centro de Formación Técnica (CEDUC) de la Universidad Católica del Norte, Centro de Formación Técnica de la Universidad Católica de Valparaíso, Centro de Formación Técnica San Agustín de Talca. Además, el Centro de Formación Técnica Santo Tomás y el Instituto Profesional Santo Tomás.
La educación superior católica forma a más de 100,000 estudiantes en todo el territorio nacional.

## Labor de asistencia y promoción social
La Iglesia Católica chilena mantiene una gran cantidad de entidades de ayuda social en los más diversos rubros. En el sector salud tiene a su cargo 16 hospitales, 31 centros ambulatorios, 5 leprosarios, 129 casas para ancianos y enfermos, 83 orfanatos, 75 uarderías infantiles, 45 consultorios familiares, 47 centros especiales para educación social, entre otras instituciones de ayuda social.
Una de las instituciones que más destaca es el Hogar de Cristo, institución fundada por san Alberto Hurtado, y que tiene como misión preferentemente atender a niños y ancianos en condiciones sociales vulnerables. También existen entidades de socorro y acogida como María Ayuda y Fundación Las Rosas. Entre las acciones llevadas a cabo por estas instituciones destacan los asilos para ancianos, hogares de niños en condiciones vulnerables o en riesgo social, comedores y casas de acogida. 
De igual manera cuando ocurren situaciones de desastre en el país, como por ejemplo temporales y terremotos, estas entidades se dedican a encauzar la ayuda para las víctimas. Sin embargo, las instituciones de ayuda social católicas no sólo se dedican a la ayuda material para los más pobres, sino que también participan en otras actividades, tales como la educación y la implementación de programas de ayuda social, entre los que está el impartir capacitación para empleos, etcétera. En este sector destacan las organizaciones Belén Educa y Cáritas Chile.
La gran mayoría de las instituciones de ayuda social pertenecen a congregaciones religiosas o fundaciones sin fines de lucro integradas por religiosos y laicos comprometidos. Sin embargo, muchas diócesis tienen sus propias instituciones de ayuda social.

## Estadísticas
Según los datos oficiales de la Iglesia en Chilede 2017, son 13.602.000 de personas las que se identifican con la Iglesia Católica de un total de 17.574.003 habitantes, lo cual corresponde al 74,03% de la población total. Estas estadísticas publicadas en el Anuario Pontificio de 2017 suelen producir cifras más altas que las del Censo de población y vivienda debido a que este último solo incluye a mayores de 15 años de edad. La Iglesia católica añade a sus datos las cifras de bautizados menores de 15 años, lo cual engrosa la cifra final.

Hay un total de 28 jurisdicciones eclesiásticas, 50 obispos, 2222 sacerdotes de los cuales 1136 pertenecen al clero diocesano y 1086 al clero religioso, 1071 diáconos permanentes y 3723 religiosas. Existe un total de 425 institutos seculares, de los cuales 56 corresponden a institutos masculinos y 369 a institutos femeninos. El número de catequistas es de 28055 y de misioneros laicos es de 1252.
| Censo | Población total | Población católica   | % de católicos | N.º de diócesis | Sacerdotes diocesanos | Sacerdotes religiosos | Total de sacerdotes |
| ----- | --------------- | -------------------- | -------------- | --------------- | --------------------- | --------------------- | ------------------- |
| 2017  | 17.574.003      | 13.602.000           | 74.03%         | 28              | 1136                  | 1086                  | 2222                |
| 2002  | 16.324.642      | 7.853.428 (+15 años) | 69,9           | 27              | 1177                  | 1115                  | 2332                |

| Diáconos permanentes | N.º de religiosos | N.º de religiosas | N.º de parroquias |
| -------------------- | ----------------- | ----------------- | ----------------- |
| 685                  | 1984              | 5086              | 931               |

## Jurisdicciones eclesiásticas y episcopado chileno
El sistema diocesano de la Iglesia católica en Chile se organiza en 28 jurisdicciones eclesiásticas, las que comprenden 5 arquidiócesis, 19 diócesis, 1 prelatura, 1 vicariato apostólico, 1 obispado castrense y 1 prelatura personal Opus Dei. Estas jurisdicciones generalmente coinciden con la división civil territorial del país. El obispado castrense y la prelatura del Opus Dei ejercen su jurisdicción en todo el territorio nacional. Cada una de estas jurisdicciones eclesiásticas está a cargo de un obispo o arzobispo. Estas jurisdicciones, a su vez, se reúnen en 5 provincias eclesiásticas, cada cual a cargo de su respectivo arzobispo. Todos los obispos desarrollan labores pastorales de manera colegiada en la Conferencia Episcopal de Chile, órgano que los reúne a todos y a cada uno de ellos.
| Nombre                                            | Jurisdicción                             | Catedral                                              | Patronazgo                              | Obispo                                                     |
| ------------------------------------------------- | ---------------------------------------- | ----------------------------------------------------- | --------------------------------------- | ---------------------------------------------------------- |
| Provincia eclesiástica de Antofagasta             | Arquidiócesis de Antofagasta             | Catedral de San José                                  | San José                                | Mons. Ignacio Ducasse Medina                               |
| Provincia eclesiástica de Antofagasta             | Diócesis de San Marcos de Arica          | Catedral de San Marcos                                | San Marcos                              | Mons. Moisés. Atisha Contreras                             |
| Provincia eclesiástica de Antofagasta             | Diócesis de Iquique                      | Catedral de la Inmaculada Concepción                  | Inmaculada Concepción                   | Mons. Isauro Covili Linfati, OFM                           |
| Provincia eclesiástica de Antofagasta             | Diócesis San Juan Bautista de Calama     | Catedral de San Juan Bautista                         | San Juan Bautista                       | Mons.Tomás Carrasco Cortés                                 |
| Provincia eclesiástica de La Serena               | Arquidiócesis de la Serena               | Catedral de Nuestra Señora de la Merced               | Nuestra Señora del Rosario de Andacollo | Mons. René Rebolledo Salinas                               |
| Provincia eclesiástica de La Serena               | Diócesis de Copiapó                      | Catedral de Nuestra Señora del Rosario                | Nuestra Señora del Rosario              | Mons. Ricardo Morales Galindo                              |
| Provincia eclesiástica de La Serena               | Prelatura de Illapel                     | Catedral de San Rafael                                | San Rafael Arcángel                     | Mons. Julio Larrondo Yáñez                                 |
| Provincia eclesiástica de Santiago                | Arquidiócesis de Santiago                | Catedral Metropolitana de Santiago                    | Apóstol Santiago                        | Mons. Fernando Chomali Garib                               |
| Provincia eclesiástica de Santiago                | Diócesis de San Felipe                   | Catedral de San Felipe Apóstol                        | San Felipe Apóstol                      | Mons. Gonzalo Bravo Álvarez                                |
| Provincia eclesiástica de Santiago                | Diócesis de Valparaíso                   | Catedral del Espíritu Santo y de la Virgen del Carmen | Nuestra Señora del Carmen               | Mons. Jorge Patricio Vega Velasco                          |
| Provincia eclesiástica de Santiago                | Diócesis de San Bernardo                 | Catedral de San Bernardo                              | San Bernardo                            | Mons. Juan Ignacio González Errázuriz                      |
| Provincia eclesiástica de Santiago                | Diócesis de San José de Melipilla        | Catedral de San José                                  | San José, Esposo de la Virgen           | Mons. Cristián Contreras Villarroel                        |
| Provincia eclesiástica de Santiago                | Diócesis de Rancagua                     | Catedral El Sagrario de Rancagua                      | La Santa Cruz                           | Mons. Guillermo Vera Soto                                  |
| Provincia eclesiástica de Santiago                | Diócesis de Talca                        | Catedral de San Agustín                               | San Agustín                             | Mons. Galo Fernández Villaseca                             |
| Provincia eclesiástica de Santiago                | Diócesis de Linares                      | Catedral de San Ambrosio de Linares                   | San Ambrosio                            | Mons. Tomislav Koljatic Maroevic                           |
| Provincia eclesiástica de la Santísima Concepción | Arquidiócesis de la Santísima Concepción | Catedral de la Santísima Concepción                   | Santísima Concepción                    | Mons. Sergio Pérez de Arce Arriagada                       |
| Provincia eclesiástica de la Santísima Concepción | Diócesis de San Bartolomé de Chillán     | Catedral de San Bartolomé                             | San Bartolomé                           | Pbro. Patricio Fuentes Benavides (administrador diocesano) |
| Provincia eclesiástica de la Santísima Concepción | Diócesis de Santa María de Los Ángeles   | Catedral de Santa María de los Ángeles                | Santa María de los Ángeles              | Mons. Cristián Castro Toovey                               |
| Provincia eclesiástica de la Santísima Concepción | Diócesis San José de Temuco              | Catedral de San José                                  | San José                                | Mons. Jorge Concha Cayuqueo                                |
| Provincia eclesiástica de la Santísima Concepción | Diócesis de Villarrica                   | Catedral del Sagrado Corazón de Jesús de Villarrica   | Sagrado Corazón de Jesús                | Mons. Francisco Javier Stegmeier Schmidlin                 |
| Provincia eclesiástica de la Santísima Concepción | Diócesis de Valdivia                     | Catedral de Nuestra Señora del Rosario                | Nuestra Señora del Rosario              | Mons. Santiago Silva Retamales                             |
| Provincia eclesiástica de Puerto Montt            | Arquidiócesis de Puerto Montt            | Catedral de Nuestra Señora del Carmen                 | Nuestra Señora del Carmen               | Mons. Fernando Ramos Pérez                                 |
| Provincia eclesiástica de Puerto Montt            | Diócesis de Osorno                       | Catedral de San Mateo                                 | San Mateo                               | Mons. Carlos Godoy Labraña                                 |
| Provincia eclesiástica de Puerto Montt            | Diócesis de San Carlos de Ancud          | Catedral de Nuestra Señora del Rosario                | San Carlos Borromeo                     | Mons. Juan María Agurto Muñoz                              |
| Provincia eclesiástica de Puerto Montt            | Vicariato Apostólico de Aysén            | Catedral de Santa Teresa del Niño Jesús               | Inmaculada Concepción                   | Mons. Luis Infanti de la Mora                              |
| Provincia eclesiástica de Puerto Montt            | Diócesis de Punta Arenas                 | Catedral del Sagrado Corazón de Jesús                 | María Auxiliadora                       | Mons. Óscar Blanco Martínez                                |

### Otras jurisdicciones eclesiásticas
| Título                                         | Jurisdicción                                                                                    | Obispo / Vicario              |
| ---------------------------------------------- | ----------------------------------------------------------------------------------------------- | ----------------------------- |
| Obispado Castrense de Chile                    | Personal católico y familias de las Fuerzas Armadas de Chile y de las Fuerzas de Orden de Chile | Mons. Pedro Ossandón Buljevic |
| Prelatura Personal de la Santa Cruz y Opus Dei | Territorio nacional                                                                             | Pbro. Álvaro Palacios Diez    |

## Religiosidad católica en Chile

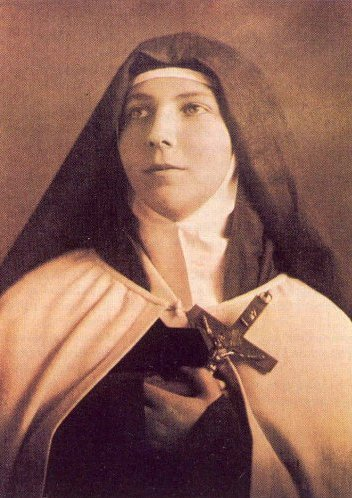
Teresa de Los Andes, fotografía de 1919.

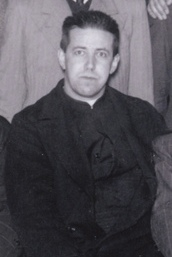
Alberto Hurtado.

### Santos patronos de Chile
Desde 1923 y mediante decreto pontificio de Pío XI, autoriza a que se pueda aclamar a la Virgen del Carmen como patrona principal de la república de Chile, dos años antes de la separación constitucional iglesia-estado mediante la entrada en vigencia de la Constitución Política de 1925.
El juramento de patronato se realizó el 8 de diciembre del mismo año 1923 y tres años más tarde en 1926 es coronada la imagen de la Virgen del Carmen como patrona de Chile. La imagen coronada es la que se actualmente se venera en la Catedral Metropolitana de Santiago (en ese entonces dicha imagen se encontraba en la basílica del Salvador). Numerosos actos de igual índole como las coronaciones de la imágenes de la virgen del Carmen veneradas en Maipú y La Tirana, además de también la imagen de la catedral, durante la visita del Papa Francisco a Chile en 2018, ha dado a suponer la confirmación del patronazgo de la Virgen del Carmen en Chile a nivel eclesial y pontificio.
El Apóstol Santiago el Mayor ha sido patrono de la ciudad de Santiago de Chile desde su fundación el 12 de febrero de 1541 (y por consiguiente también de su archidiócesis), y en su momento ha sido el patrono de la Capitanía General de Chile (figurando su fiesta como feriado y fiesta de guardar hasta 1824), sin embargo en el calendario litúrgico nacional actual no goza de la misma popularidad que la Virgen del Carmen, ni tampoco los obispos chilenos han confirmado el patronazgo secundario del territorio nacional. Fuera de la jurisdicción de la arquidiócesis metropolitana su memoria se ve opacada por otros santos venerados localmente (San Sebastián en el sur y San Lorenzo en el norte).

### Santos chilenos
Los creyentes católicos de Chile manifiestan admiración por los santos que son originarios de su tierra. Variadas son las demostraciones de fervor popular registradas a lo largo de la historia para estos. A esto es necesario añadir, que los únicos en ser reconocidos como santos por la Iglesia católica son la carmelita descalza Teresa de Los Andes y el jesuita Alberto Hurtado.

#### Santa Teresa de Los Andes
Primera santa de Chile. Su nombre real fue Juana Fernández, una monja carmelita descalza que vivió entre 1900 y 1920. Es acreedora de un gran entusiasmo popular por los múltiples milagros que se le atribuyen. Su santuario, ubicado en el sector de Auco, comuna de Rinconada, cerca de Los Andes, es un gran centro de peregrinación para muchos chilenos. Es considerada patrona de los Bomberos de Chile puesto que uno de los milagros por los que fue canonizada consistió en salvar la vida de un voluntario bomberil.

#### San Alberto Hurtado
Figura central de la iglesia chilena del siglo XX es san Alberto Hurtado, sacerdote jesuita que vivió entre 1901 y 1952. Su principal labor fue la fundación del Hogar de Cristo y de la revista Mensaje. Gran orador y prolífico autor de libros y cartas, interpeló al seno de la sociedad que, a mediados de los años 1950 se proclamó fervientemente católica, y les mostró cómo su religiosidad no se expresaba en una mejor sociedad. Trabajó junto a las organizaciones sindicales y los trabajadores. Fue un servidor de los pobres y de los niños más postergados del país. Su labor sacerdotal siempre estuvo dedicada a los sectores más marginados de la sociedad, por lo cual muchos detractores lo tildaron de cura comunista. Alberto Hurtado despierta una gran admiración, sobre todo en las clases más modestas de la sociedad chilena y en muchas personas del ambiente político, debido a su gran rol en la defensa de los derechos de numerosos chilenos. Es considerado el patrono de los trabajadores y del sindicalismo.

### Advocaciones Marianas

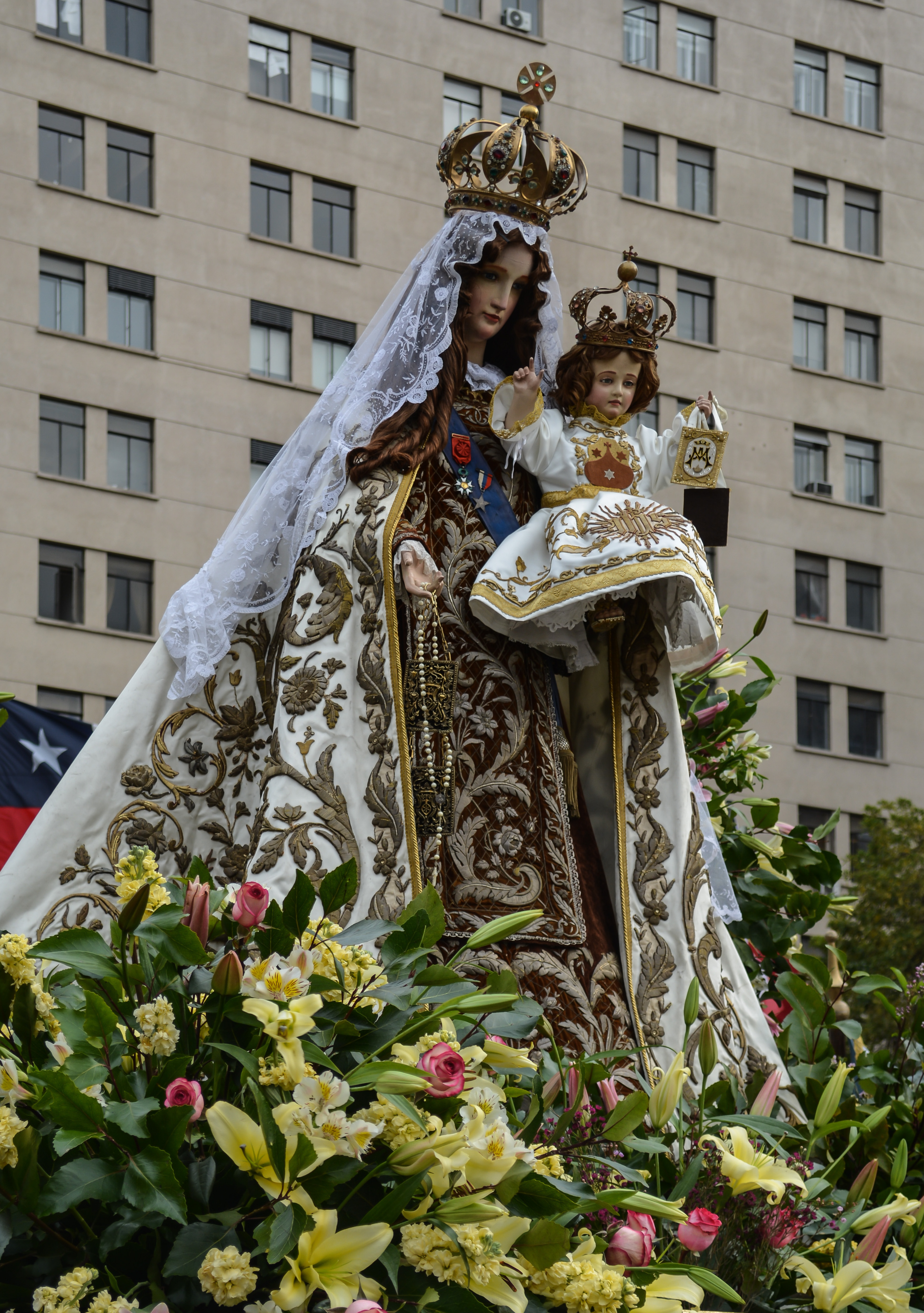
Procesión de la Virgen del Carmen (2017)

#### Virgen del Carmen
La Virgen del Carmen es venerada por los chilenos a partir de la llegada de los hermanos agustinos en 1590 aproximadamente. Las principales imágenes se encuentran en la parroquia del Sagrario, el Templo Votivo de Maipú y el Santuario de La Tirana en el Norte de Chile. Durante la época de la Independencia, formó parte de la tradición de la tropa encomendarse a la Virgen del Carmen para lograr el éxito en las batallas, siendo declarada por Bernardo O'Higgins como Patrona Generalísima de las Armas de Chile. En 1923, el Papa Pio XI declaró a la Virgen del Carmen como la Patrona de Chile.

#### Virgen de la Candelaria
La Virgen de la Candelaria es venerada principalmente en los sectores mineros del norte del país, siendo traída en 1870 por Mariano Caro Inca a la ciudad de Copiapó. Allí se erige el santuario de la Virgen de la Candelaria y su festividad se celebra en diversas zonas del país el día 2 de febrero o el primer domingo del mes de febrero.

## Celebraciones populares
Según la Conferencia Episcopal de Chile, según lo detalla en el Ordo Litúrgico Pastoral del año 2020, los días de precepto que se aplican en todo el territorio nacional son los siguientes:
- Todos los Domingos
- Asunción de la Virgen María el 15 de agosto
- Solemnidad de Todos los Santos el 1 de noviembre
- Inmaculada Concepción de la Virgen María el 8 de diciembre
- Navidad el 25 de diciembre

La Solemnidad de San Pedro y San Pablo, tiene un feriado civil trasladable, por lo que no es de precepto (aunque si es de importancia para los pescadores, ya que San Pedro es su santo patrono). Las fiestas de la Epifanía, Ascensión del Señor y Corpus Christi, se trasladan al Domingo más cercano. Existen también otras fiestas patronales, pero las más populares son las de Navidad, Semana Santa, Virgen del Carmen y la Inmaculada Concepción de la Virgen, día en que se acostumbra a peregrinar los muchos santuarios y lugares de oración al aire libre donde se venera alguna imagen titular de la Virgen María. El Día de Todos los Santos es un día donde se acostumbra visitar los cementerios, por lo que las misas se suele celebrar en dichos lugares, similar a la Celebración de los Fieles Difuntos. La solemnidad de Santa María Madre de Dios se ve opacada por la fiesta civil del Año Nuevo, por lo que no es de precepto en Chile. Si bien el día de la Virgen del Carmen es festivo desde el 2007 mediante ley 20.148, eso no ha implicado para que la CECh declare el 16 de julio como fiesta de precepto, aunque mucha gente asiste a misa esos días y hay en algunas procesiones pequeñas (sobre todo en la zona central y sur del país), a diferencia de las procesiones entre el último domingo de septiembre y otras fechas cercanas, en contraste con las grandes fiestas en el norte de Chile (por ejemplo La Tirana).

### Fiesta de Cuasimodo

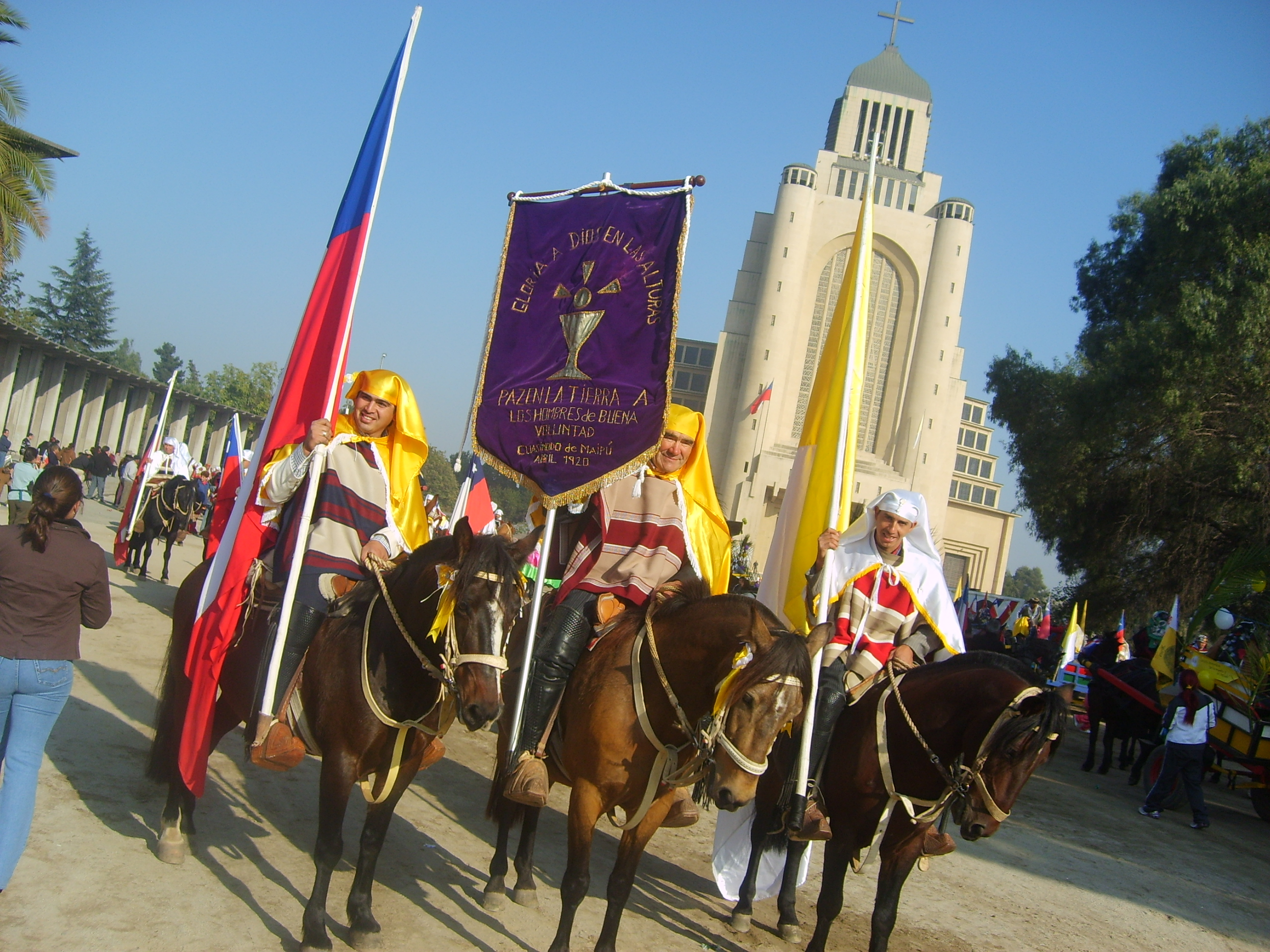
Los huasos típicos de Cuasimodo en la explanada del Templo Votivo de Maipú.

Cuasimodo es una fiesta que combina lo religioso con lo popular. Se celebra en el valle central de Chile el fin de semana siguiente a Semana Santa. La tradición dice que esta festividad apareció en tiempos coloniales producto de que, cuando los sacerdotes iban a entregar la unción de los enfermos a los que estaban en esa condición y no podían comulgar durante la Semana Santa, estos eran asaltados por bandidos y bandoleros. De esta manera, el sacerdote y su comitiva necesitaban de protección efectiva durante su viaje a través de los solitarios caminos rurales. La comunidad, entonces adquirió la tradición de acompañar a este grupo, que también cumplía con la misión de recordar la resurrección de Cristo, que es el milagro central de la fe cristiana. En los primeros tiempos eran los huasos quienes acompañaban, montados sobre sus caballos, y con atuendos criollos y religiosos, al sacerdote a entregar el sacramento a los enfermos o inválidos.
La palabra Cuasimodo proviene de las primeras palabras del introito del segundo domingo de Pascua, "Quasi modo géniti infantes...", (del latín, "Así como niños recién nacidos..."), fecha en la que se realiza el Cuasimodo.
En la actualidad Cuasimodo tiene una gran cantidad de participantes, siendo muchos los clubes de cuasimodistas que participan. Con el tiempo, los huasos a caballo fueron dando lugar también a niños y jóvenes sobre bicicletas adornadas con motivos religiosos. En la comuna de Colina se realiza el cuasimodo más grande de Chile.

### Fiesta de La Tirana

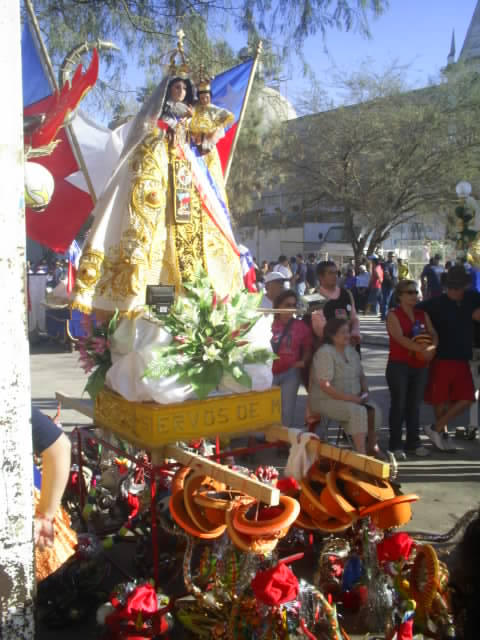
Imagen de la Virgen del Carmen en procesión, durante la Fiesta de La Tirana

La Fiesta de La Tirana es una festividad católica en honor a la Virgen del Carmen. Se celebra cada 16 de julio en el poblado de La Tirana, en la Región de Tarapacá, en el Norte Grande de Chile. Es el festival folclórico más grande de Chile, si de la cantidad de participantes se trata, reuniéndose alrededor de 100 000 a 300 000 personas en un pequeño poblado de apenas 560 habitantes permanentes. Es famosa por sus múltiples bailes, de entre los cuales cuenta la famosa Diablada, y sus trajes pintorescos. La fiesta es de notable valor cultural pues mezcla elementos de la cultura hispana, incaica y hasta de indígenas norteamericanos, todo efectuado bajo un profundo fervor católico.
El origen de "La Tirana" nace de una curiosa historia de amor entre el soldado español Vasco de Almeida y la joven aborigen incaica Ñusta Huillac. Junto a su padre, Ñusta Huillac organiza una rebelión para restablecer el poder del Imperio inca, por lo cual fue llamada por los españoles La Tirana del Tamarugal. Cuando ella conoce al soldado español, mantienen un romance que perdurará hasta que estos fueran condenados a muerte. Antes de morir, Vasco de Almeida convence a su novia para que se bautice en la fe católica y así tras la muerte, renacerían en el más allá y vivirían unidos para siempre. Ambos son descubiertos en la ceremonia y son cruelmente asesinados por los nativos. Años después, y como forma de homenajear a estos jóvenes, fue fundado un templo que se conserva en la actualidad bajo el nombre de "Nuestra Señora del Carmen de La Tirana".
La fiesta está relacionada con la deidad de la pachamama, que luego se cristianiza vinculándola a la Virgen de Copacabana. Su origen como fiesta es minero, creado por los obreros aimarás que trabajaban en las minas de cobre y plata en Huantajaya, Santa Rosa y Collahuasi y que llegaron a Tarapacá como obreros del salitre; pero en el siglo XIX, la fiesta fue redefinida con el auge salitrero. A inicios del siglo XIX la fiesta se celebraba en diversas fechas: el 16 de julio para los chilenos, el 28 de julio para los peruanos y el 6 de agosto para los bolivianos. A partir de 1910, como parte de la chilenización de Tarapacá, ha pasado a formar parte del calendario chileno el 16 de julio, evocando a la Virgen del Carmen, patrona del Ejército de Chile. Su celebración dura toda una semana en el poblado de La Tirana.

### Mes de María
Esta devoción se desarrolló en Europa entre los siglos V y XV, durante el mes de mayo que marca el inicio de la primavera. En Chile comenzó en 1850. El rector del Seminario Pontificio de Santiago, Mons. Joaquín Larraín Gandarillas, después obispo auxiliar de Santiago, probablemente conoció esta costumbre en el Viejo Continente y la trajo, pero para celebrarla del 8 noviembre al 8 de diciembre, con la misma estructura que aún tiene. El padre Gandarillas pensó este mes como una preparación a la proclamación del dogma de la Inmaculada Concepción, del papa Pío IX, el 8 de diciembre de 1854. Aunque puede ser que hubiera celebraciones marianas antes de esa fecha, en la evangelización hispana. 
La edición más reciente del "Mes de María Inmaculada" original compuesto por el sacerdote (y posterior obispo) Rodolfo Vergara Antúnez data del año 1916. En la actualidad las meditaciones cambian y muchas instituciones católicas proponen sus propias meditaciones y sugerencias, no en pocas ocasiones tiene lugar la celebración eucarística (sobre todo los domingos), sin embargo el esquema se mantiene: rezo del rosario, oración inicial del Mes de María, lectura y meditación (en su defecto misa) y oración final. La oración inicial y final son las originales del padre Vergara (en algunos casos con ligeros cambios que no alteran el sentido de las oraciones).

## Historia de la Iglesia en Chile

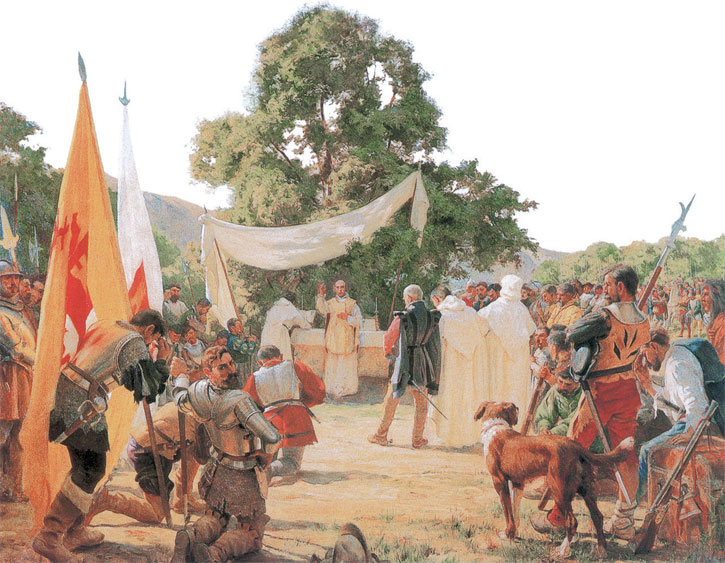
«Primera misa celebrada en Chile», óleo de Pedro Subercaseaux (1904), que muestra la misa celebrada en 1536 al llegar Diego de Almagro al valle de Copiapó.

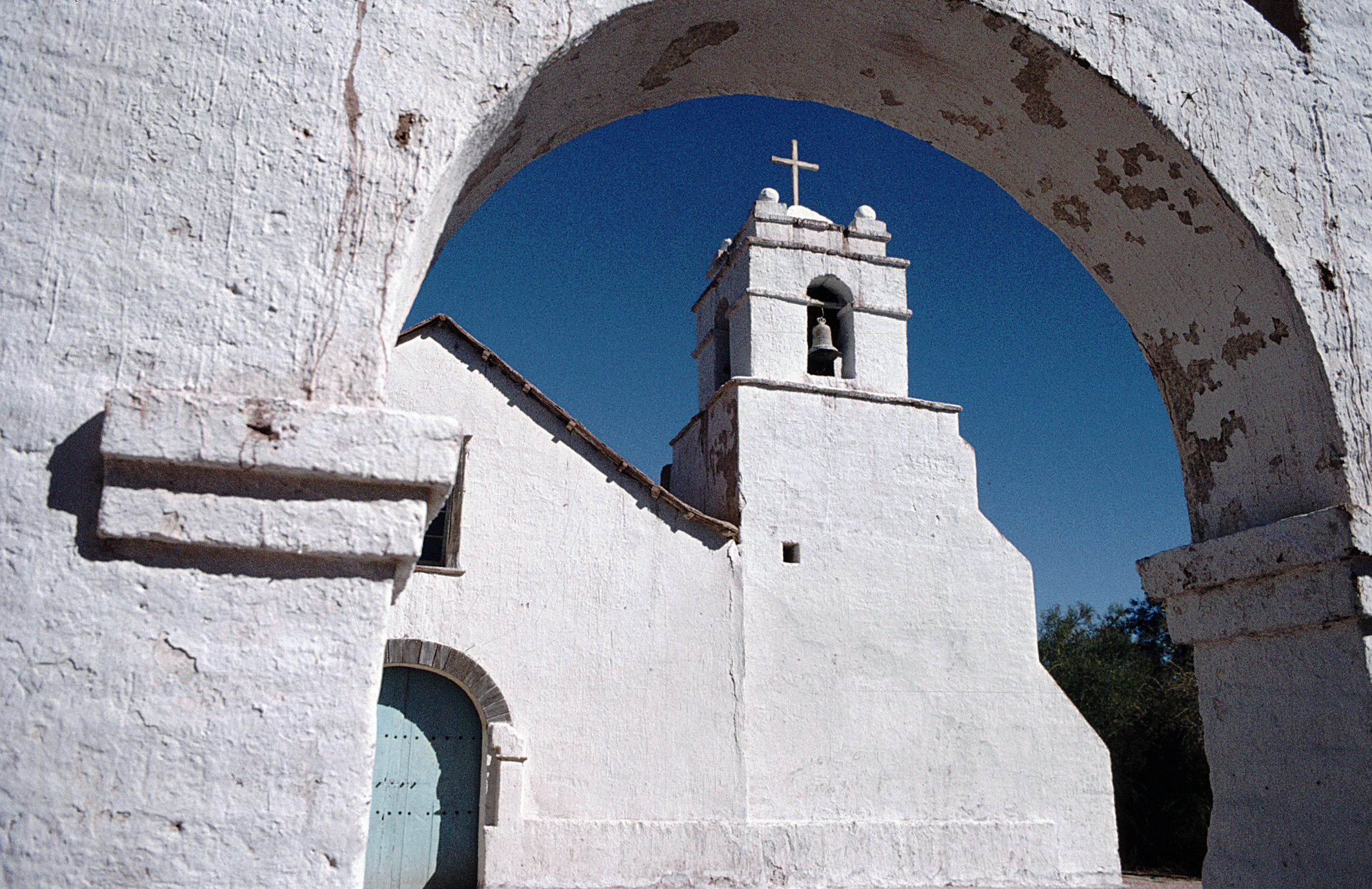
Iglesia católica en San Pedro de Atacama, fundada durante el período de conquista del territorio nacional.

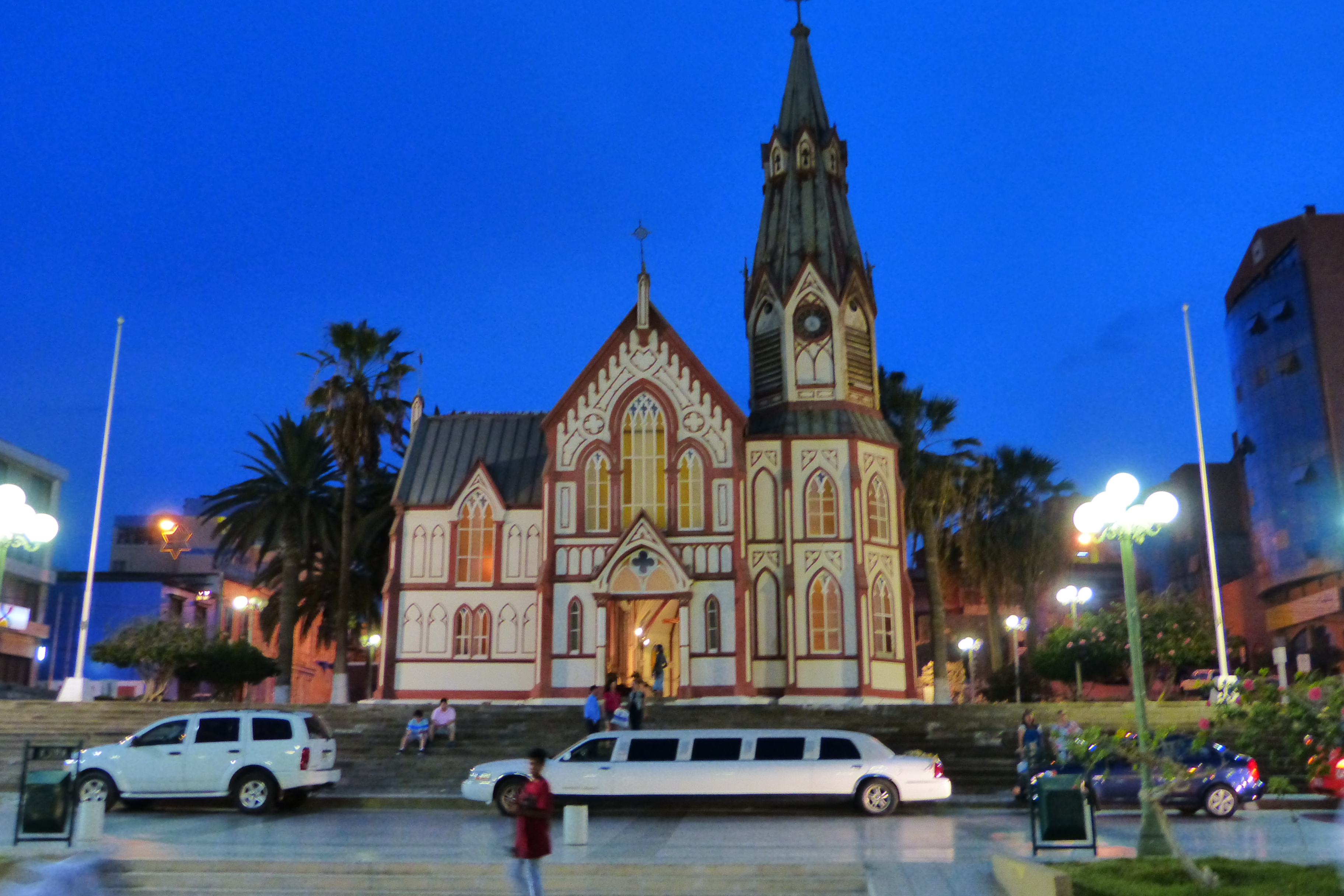
Catedral de San Marcos de Arica en Arica, construida durante el período republicano peruano de la ciudad por Gustave Eiffel, en un principio estaba destinada para la ciudad de Lima.

Mientras el Imperio español se propagaba a través del Nuevo Mundo, conjuntamente la Iglesia católica realizó la evangelización de las nuevas tierras y la conversión a la fuerza al catolicismo de muchos aborígenes de América. De otra manera no se explica que prácticamente todos hayan terminado siendo católicos por esos años, hegemonía que duró casi hasta fines del siglo XIX. Durante la expedición de Magallanes-Elcano, fue celebrada la primera misa en Chile el 11 de noviembre de 1520 por el fray Pedro de Valderrama en el cerro Monte Cruz, en la actual Bahía Fortescue, dentro del periodo del Descubrimiento de Chile. Posteriormente durante la Expedición de Conquista de Chile, comandada por Pedro de Valdivia, trajo consigo a tres sacerdotes: el bachiller Rodrigo González Marmolejo y los presbíteros Juan Lobo y Diego Pérez. Así, cuando el 13 de diciembre de 1540 la expedición llegó al valle del Mapocho, se constituyó la primera presencia formal del catolicismo en tierras chilenas. 
Cuando Pedro de Valdivia funda la ciudad de Santiago de la Nueva Extremadura, el 12 de febrero de 1541, este ordenó que el costado norponiente de la Plaza Mayor sería destinado para la construcción de una iglesia. De igual manera, Inés de Suárez hizo construir, en honor a la Virgen de Monserrat, una ermita que estaba ubicada en la cima del cerro del mismo nombre, hoy denominado Cerro Blanco.
Para acrecentar la presencia católica en los nuevos territorios conquistados, el papa Pío IV creó, el 27 de junio de 1561, la Diócesis de Santiago. La creación de la Diócesis supuso la separación de la actividad de la iglesia desde la Diócesis de Lima. El territorio de la nueva división eclesiástica abarcó, en un principio, la totalidad del territorio de la Gobernación de Chile. Su primer Obispo fue el mismo sacerdote que acompañó a Valdivia en su expedición, el bachiller González Marmolejo, quien no pudo ser consagrado por enfermedad y tomó posesión de la diócesis por medio de un apoderado. En los primeros años le sucedieron en el cargo los franciscanos Fernando de Barrionuevo, Diego de Medellín y Pedro de Azuaga. Sin embargo, el gran organizador de la actividad y administración de la división eclesiástica fue Medellín. Éste dividió la diócesis en cuatro parroquias, fundó el Seminario conciliar y ordenó los primeros sacerdotes. También erigió el primer monasterio femenino en Chile, el de las Clarisas de Osorno.
Sin embargo, la Conquista de Chile no sólo se redujo a los territorios de la zona central, por lo cual Valdivia continuó su conquista hacia las tierras australes. Así, cuando Pedro de Valdivia fundó la antigua ciudad chilena de La Imperial, el papa Pío IV vio la necesidad de crear una diócesis en aquel territorio. El 22 de mayo de 1563 fue creada la Diócesis de la Santísima Concepción con sede en La Imperial, cuyo primer obispo fue Fray Antonio de San Miguel Avendaño y Paz.

### Evangelización en territorio chileno
A lo largo del territorio de la Gobernación de Chile, los misioneros que se adentraban en la geografía local tenían diversos tipos de desafíos por cumplir antes de poder convertir en cristianos a los miles de aborígenes que habitaban la parte sur de las tierras conquistadas. A lo largo del territorio se observa que los diversos grupos étnicos que ya habitan la gobernación reciben de formas distintas el anuncio del Evangelio por parte de los misioneros, corriendo dispar suerte en el encuentro entre dos mundos distintos.

#### Arica al río Choapa
En el norte se encontraban principalmente los pueblos diaguitas y atacameños, quienes poseían ascendencia incaica en sus costumbres rituales de adoración a los astros. La misión de los franciscanos, mercedarios y jesuitas fue bastante sufrida en parte por la geografía desértica que presenta el extremo norte de Chile, lo que, sumado a la escasez de misioneros permitió que ambos pueblos tuvieran costumbres pagano-cristianos, reflejándose en la actualidad, durante la Fiesta de La Tirana, donde la muerte y superstición siguen jugando papeles importantes durante las celebraciones. La presencia de sacerdotes seculares es escasa durante el período evangelizador y principalmente se establece el rol misionero a los monjes que se establecieron en distintas ciudades de la zona norte: La Serena (Mercedarios, Franciscanos, Agustinos y Dominicos), Copiapó (Mercedarios y Jesuitas) y Elqui (Mercedario).
En esta zona de la gobernación se realiza la misión de una forma peculiar, mezclando los ritos aborígenes y costumbres ancestrales con las enseñanzas de la Iglesia católica, que era infundada por los misioneros. En esta etapa de la infusión de enseñanzas, los indígenas celebraron varias festividades mezclando el mundo pagano con el mundo religioso, quedando uno de los vestigios en San Pedro de Atacama, donde la arquitectura del templo se notan aspectos españoles, pero en cierta medida algunos elementos hacen parecer que la construcción provino de la imaginación y arte local. En cuanto a los changos, la mayoría de los misioneros no llegaron a las diversas caletas de pescadores que se encontraban a lo largo de la costa norte, debido a lo accidentado del lugar, quedando todas estas comunidades practicando sus creencias particulares.

#### Río Aconcagua al río Biobío
La mayoría de los indígenas del centro de Chile eran picunches, los cuales no pusieron resistencia, tanto cultural como socialmente, para recibir las enseñanzas de la iglesia. Es en esta zona de la gobernación donde se concentra la mayoría de la acción evangelizadora pacífica que posee el grupo conquistador, y la casi totalidad de los sacerdotes seculares están presente a lo largo de este territorio. Debido a lo accidentado del territorio, los misioneros tardan en llegar a las comunidades pre-cordilleranas del centro de Chile, como los pehuenches y chiquillanes, quienes quedaron prácticamente aislados de la acción evangelizadora de los monjes.

#### Río Biobío al sur
En esta región se encuentra el pueblo mapuche que ofrece una gran resistencia en el conflicto de la Guerra de Arauco, donde se mostró una clara rebeldía en contra del conquistador español, que era traspasado a los monjes y sacerdotes que acompañaban a los expedicionarios. En 1575, un grupo de franciscanos ingresan a territorio mapuche, fundando una serie de estaciones misionales para iniciar los acercamientos entre los habitantes de Arauco y los misioneros, quedando las estaciones destruidas en diversos alzamientos. En 1596, los jesuitas intentaron llegar nuevamente a los mapuches a través de la enseñanza metodológica del catolicismo hablado en su misma lengua, pero este intento fue nuevamente anulado por la destrucción masiva de ciudades en 1598.
Tras la destrucción de su misión, los jesuitas fijan el Fuerte Valdivia como centro neurálgico de su actividad, fundando una serie de capillas en los territorios de Arauco, Tucapel e Imperial. Su misión se extendió hasta que fueron expulsados por la Corona Española.
Sin embargo, y a pesar de este esfuerzo por parte de los jesuitas, que era secundado por los sacerdotes seculares y franciscanos, el mapuche no adoptaba la nueva religión por los siguientes motivos: el apego que tiene con sus ritos ancestrales, la exigencia de abandonar la poligamia y el abuso de los españoles con los capturados, lo que era vinculado por los mapuches, como parte de la religión.

#### Islas del sur
Al sur del territorio mapuche, los españoles establecieron los fuertes de Castro y Calbuco, notando que los indígenas del territorio estaban más atrasados culturalmente que el resto de los aborígenes del norte. En este territorio las misiones franciscanas, jesuitas y mercedarias se encargan de realizar constantes misiones a la mayoría de las islas que se encontraban habitadas en las cercanías de la isla Grande de Chiloé.
La forma de misionar los accidentados territorios sureños se basó en un sistema de visitas anuales denominado como "Misión circulante", que consistía en la visita de un misionero en forma anual para realizar las tareas sacramentales y de visita a la comunidad que vivían en las islas. En la pre-cordillera de este sector habitan pueblos de cazadores nómadas, pero lo accidentado del terreno, sumado a las dificultades idiomáticas produjeron que estos intentos fueran infructíferos para la causa evangelizadora.

#### Extremo austral
La zona magallánica fue la más apartada de la gobernación y donde prácticamente no llegaron misioneros, quedando a merced de sus creencias ancestrales, y una vez que llegaron las misiones, se dieron cuenta de la extinción de los aborígenes de la zona, principalmente por el intercambio cultural, de especies y el contagio de enfermedades, producto de los navegantes de los barcos aventureros que atravesaban el estrecho de Magallanes.

### Métodos de evangelización
En las primeras etapas de la evangelización indígena, los monjes enfrentaron la tarea mediante el sermón durante los diversos oficios religiosos, pero las dificultades propias del idioma entre ambas civilizaciones fue infructífera en la tarea de convertir a los aborígenes.
En 1578, Felipe II dio la instrucción al Obispado de Concepción en una Real Cédula de enseñar la religión en la lengua indígena.

Os ruego y encargo que de aquí en adelante no proveáis las dichas doctrinas a personas que no entiendan y sepan muy bien la lengua de los indios
Cédula de 2 de diciembre de 1578

Desde ese punto, las congregaciones adoptaron varios métodos de la enseñanza de las creencias cristianas a los lugareños, quienes intentaron en el estudio de las lenguas vernáculas acercarse a los indígenas. Es así como los padres Hernando de Aguilera y Gabriel de la Vega dominaron los idiomas autóctonos de Chile, quienes sintetizaron las reglas de gramática a los demás misioneros. Sin embargo, el más destacado fue el padre Luis de Valdivia quien publicó "Gramática de la Lengua de Chile". En el Concilio III de Lima se adoptó la escritura de un catecismo en los idiomas quechua y aimara, mientras que los demás obispos recibían como misión traducir el catecismo a las lenguas de su diócesis.
Como metodología se adoptó el acercamiento a la doctrina a través de recitación y repetición, en especial en las "escuelas de indios", las cuales asistían la servidumbre y los indios conversos. En la zona de Arauco, y debido a la constante guerra entre conquistadores y mapuches, los métodos de evangelización fueron adaptados para no entorpecer las acciones bélicas y no confundir las labores entre la posesión de terrenos y el adoctrinamiento en la fe. Para esto, y a través un acuerdo en 1564 entre el obispo de Santiago y los conquistadores, antes de hacer una evangelización en una zona del conflicto, debía determinarse como "Requerimiento", lo que equivalía a hacer llamados de paz y que "recibir la verdadera fe y las ventajas del régimen político del rey de España".

### Periodo colonial
Durante la Colonia, se desarrolló una fuerte actividad misionera por parte de órdenes como los Mercedarios, Dominicos, Franciscanos, Jesuitas y Agustinos. Serían precisamente los Jesuitas los responsables de la educación en Chile durante los tiempos de la colonia, por lo cual, cuando la Compañía de Jesús es expulsada de todos los territorios del Imperio español, la actividad educacional de la Gobernación de Chile caerá en una profunda depresión. Por otro lado, la mayor parte de la población mostró una devoción forzada e impuesta por los credos católicos, guardando gran semejanza con los practicados en España. En este periodo sobresalen las numerosas procesiones que recorrían las ciudades durante ciertas fechas. Las devociones se centraron en Cristo paciente y la veneración a la Purísima y a los santos.
Debido a la férrea unión entre política y religión, durante este periodo se adoptan sanciones basadas en el estado de la fe y creencia: se accedía a la educación y salud en la medida de cumplir con los deberes del cristiano, y las oraciones eran requisitos de los empleados antes de salir al trabajo diario. Estas obligaciones generan en los feligreses dos tipos de realidades de contemplación cristiana: la oficial, que era suscrita por los españoles, y la subterránea que contemplada principalmente por los indígenas de los pueblos más lejanos de los centros urbanos de la Colonia. Esto produce roces con los mapuches conversos al sur del río Biobío, donde se mezclaban las tradiciones católicas con las creencias autóctonas: en caso de enfermedad se llamaba al «machi», se buscaba la prohibición del juego de la chueca.
La misión evangelizadora en la Gobernación de Chile se situó principalmente en las parte centro y sur del territorio, destacándose los infértiles intentos de someter a los mapuches que se encuentran al sur del río Maule. Sin embargo, en otras zonas del país, la evangelización tiene mejores frutos, debido a la constancia de los misioneros y la dominación y culturización de los naturales.

#### Centro de Chile
En el centro de la gobernación, la evangelización se veía retrasada en relación con el periodo anterior, debido a la dispersión de los poblados y los peligros del territorio que debían abarcar los misioneros. El obispo Francisco de la Puebla ya ponía al corriente de esto a la Santa Sede:

Toda la diócesis se extiende de norte a sur a lo largo de 1200 millas italianas, y de este a oeste como 600 millas italianas, y está atravesado por montañas altísimas e inaccesibles. Sólo pueden atravesarse entre los meses de diciembre a abril, y en estos meses sólo por dos caminos tan difíciles que no se pueden transitar sin exponer peligrosamente la vida. (...) Visité las estancias, donde viven habitantes de forma tan dispersa, que a veces vive uno sola en lugares tan inaccesibles
Obispo Francisco de la Puebla

Para subsanar esto se plantea la estrategia de fundar varias ciudades a lo largo de la zona para reducir la dispersión de las familias a lo largo del territorio, lo que origina una verdadera empresa fundacional de ciudades a partir de 1740. En este proceso, la Iglesia y conventos obtienen solares privilegiados en las nuevas ciudades, y en cada poblado se debía elegir un santo titular del lugar, que era un gran acto litúrgico. Debido a la concentración de personas en las nuevas ciudades, los métodos de evangelización varían para hacer que el aprendizaje de los rezos y la doctrina son privilegiados por los misioneros.

#### Región de Arauco
En la región comprendida al sur del río Maule la resistencia mapuche disminuyó los buenos frutos de la misión debido a varios factores, tanto territoriales como organizativos:
- rechazo cultural de las creencias por parte de los mapuches: se exigía a los mapuches abandonar la poligamia y la ebriedad. Otro factor relacionado es la identificación del cristianismo como la religión de los españoles, lo que identificó como ajenas las creencias.
- expulsión de los jesuitas: el esfuerzo de los misioneros jesuitas abarcaban la gran parte del territorio indígena, abarcando muchos fuertes y lugares claves de misión. Sin embargo, tras su expulsión de los territorios españoles en 1767 desarmó toda la articulación ya hecha. Los franciscanos debieron ocuparse la misión, logrando algunos éxitos, debido a la misión circulante.

#### Región de Chiloé
En esta zona de la gobernación, los jesuitas dejaron bien articulado un método de evangelización en las islas de Tierra del Fuego. Sin embargo, en un intento de abarcar más territorio, decidieron evangelizar a los chonos, intentando que se establecieran en comunidades, lo que produjo una disminución de la cantidad de chonos en la zona de los canales, haciendo que la evangelización en esta zona fuera un fracaso.

### La Iglesia durante el proceso de emancipación nacional
La Iglesia se vio polarizada durante el periodo de la declaración de independencia, ya que varios grupos religiosos al interior de los conventos y monasterios se veían a favor de uno u otro bando, según fuera la ascendencia del superior. Además que se suma la temprana muerte del obispo de Santiago y el tardío reemplazo del nombramiento de su sucesor, lo que produce que la vacancia sea asumida por un clérigo que se manifiesta en contra de los independentistas y el proceso de revolución en Santiago.

### SigloXIXy el papel de la Iglesia durante la república conservadora
La llegada al arzobispado de Santiago de Rafael Valentín Valdivieso, en 1848, supuso el inicio de los conflictos entre la Iglesia y el Estado chileno. El nuevo arzobispo, convencido de que no se debía transigir con las nuevas corrientes liberales y seculares, se posicionó a favor de una estructura política de tipo teocrático en la que la Iglesia se equiparara con el Estado respecto al poder temporal. Sin embargo, el presidente Manuel Montt trató de salvaguardar la autonomía del Estado y se enfrentó al arzobispo. Esto provocó el rechazo de buena parte del sector tradicionalista dentro del partido conservador, dando a su vez fuerza y argumentos a los liberales en sus pretensiones de separación entre Iglesia y Estado. Estos últimos, aliados con el partido radical, hacia 1870 pasaron a dominar la escena política, y el clero —a pesar de recurrir a excomuniones masivas— se vio privado de muchas de sus prerrogativas: se abolieron los tribunales eclesiásticos y se suprimió el control exclusivo que ejercía sobre los cementerios, la enseñanza y la celebración de matrimonios en Chile, con la creación del matrimonio civil.

### La expansión del catolicismo durante el

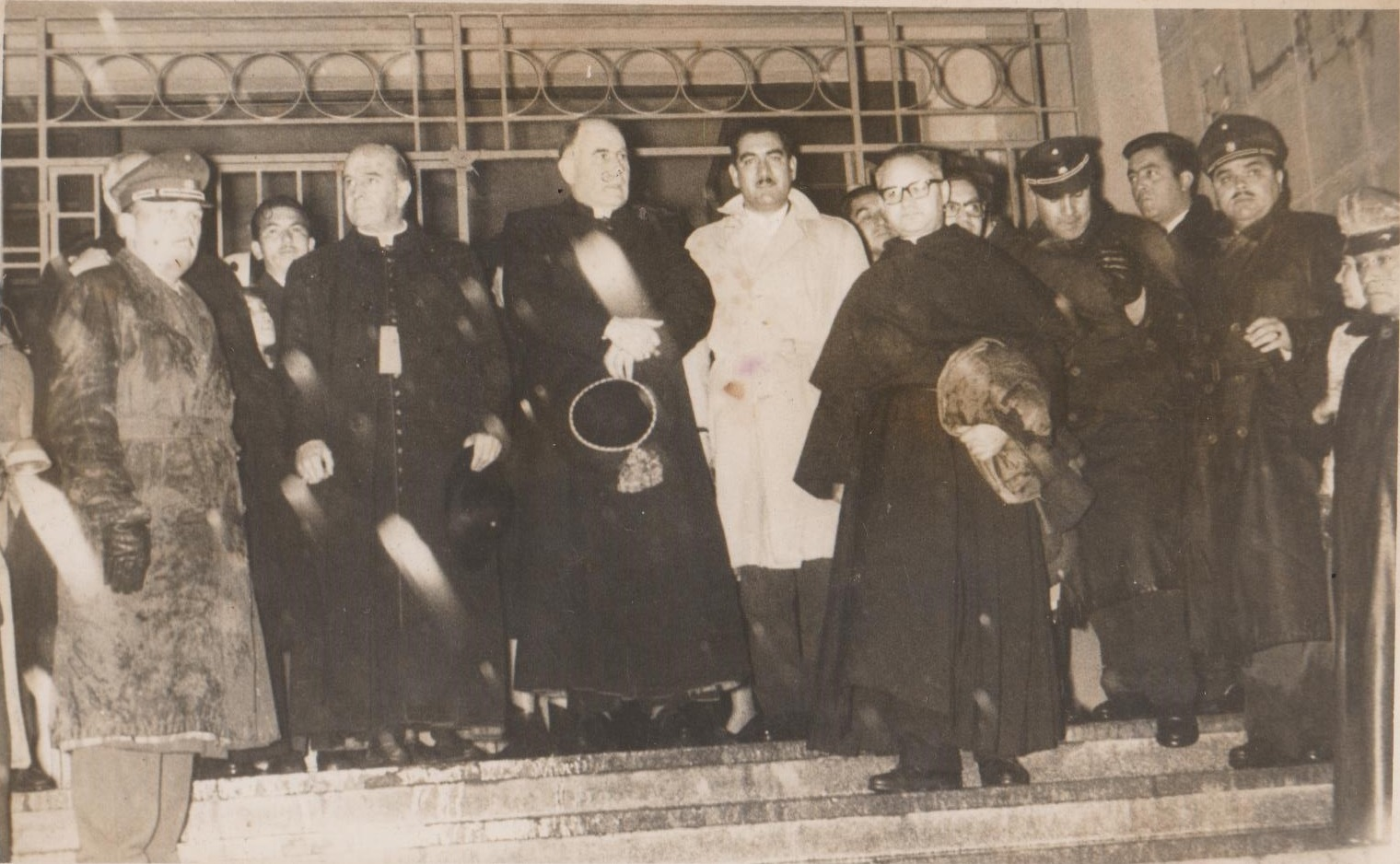
El Cardenal Raúl Silva Henríquez (centro) de visita en Lota se reúne con autoridades locales del Departamento de Coronel. A la derecha, Gilberto Gallardo, Subdelegado de Gobierno en Lota.

### La expansión del catolicismo durante elsigloXX

#### Comité Pro-Paz y Vicaría de la Solidaridad
Después del golpe de Estado, la Iglesia católica fue testigo del delicado estado de detención y salud que se encontraban las personas en los diversos centros de detención que se dispusieron tras el alzamiento de las fuerzas armadas. En el mismo contexto, la visita del Cardenal Raúl Silva Henríquez al estadio Nacional y comprobar los posibles problemas de hacinamiento y tratos vejatorios que tenían los detenidos, se decide impulsar el proscrito Comité Pro Paz, que luego derivó en la Vicaría de la Solidaridad, bajo el alero del Arzobispado de Santiago.

#### Conflicto del Beagle
El conflicto del Beagle se presentó como un problema limítrofe entre Argentina y Chile por las islas que pertenecen al canal homónimo. Tras una mediación del gobierno del Reino Unido, y los nulos vínculos entre los embajadores de ambos países, las tensiones internacionales aumentaron, dejando a ambos países con sus fuerzas armadas movilizadas en las fronteras. Ante la posibilidad de la guerra, se dispuso como nuevo árbitro a la Santa Sede para dirimir quién ejercería soberanía en las tres islas pertenecientes al canal.

## Visitas Papales

#### Juan Pablo II

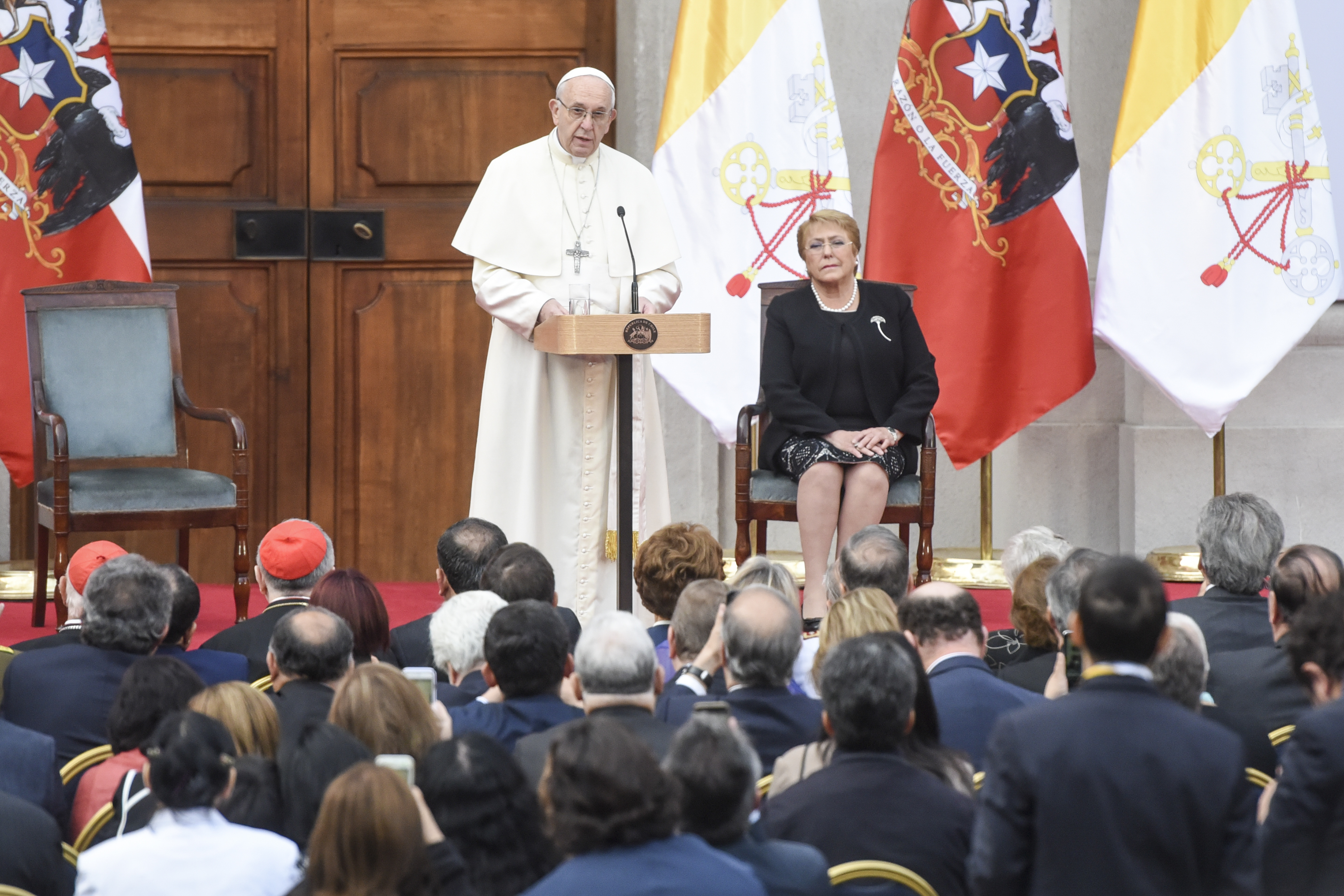
Papa Francisco junto a la presidenta Michelle Bachelet.

La visita de Juan Pablo II marcó un hito dentro de los fieles, al ser la primera visita de un Papa al suelo chileno. Durante 5 días, Juan Pablo II recorrió Chile, viendo diversas realidades. Se reúne con Augusto Pinochet, con el clero local o los jóvenes. Celebra la Misa con los pobladores de La Bandera, quienes manifestaron su solidaridad con él y aprovecharon de exponer los problemas que poseen con relación a los detenidos desaparecidos. Durante su visita apostólica, pronuncia un discurso ante todo un estadio Nacional lleno de jóvenes, siendo un icono dentro de la visita y beatificó a Teresa de los Andes en el Parque O'Higgins.

#### Francisco
La visita del papa Francisco se realizó durante cuatro días en 2018 durante el segundo gobierno de Michelle Bachelet, la visita la realizó en el momento de que la Iglesia católica chilena pasa por una crisis ante la rápida secularización de la sociedad y el Estado de Chile, principalmente como consecuencia de impunidad de abusos sexuales realizados por miembros de la iglesia en todo el territorio nacional.

## Personas destacadas

### Beata Laura Vicuña

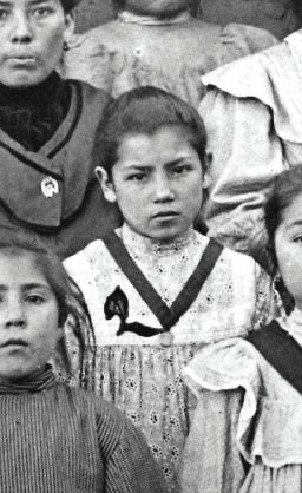
Beata Laura Vicuña
(centro)

Joven beata chilena que nació en 1891. Desde muy joven vivió en Argentina, donde realizó sus estudios secundarios en el colegio Las Hijas de María Auxiliadora de la congregación salesiana. En 1901 manifiesta su gran vocación y amor a Cristo. Soportó una larga serie de problemas familiares, sobre todo con su madre quien estaba muy alejada de Dios. Es así como, y siguiendo lo que dice la palabra de No hay muestra de amor más grande que dar la vida por sus amigos, Laura opta por entregar su vida a cambio de la salvación de su madre. Sus deseos se cumplen y así, el 22 de enero de 1904, murió Laura Vicuña Pino, quien entregó su vida para la conversión de su madre. Su ejemplo de vida y varios milagros que se le atribuyen a su intercesión, le valió para ser declarada beata en 1988 por S.S. Juan Pablo II. En las faldas del cerro Renca y ocupando unas 30 hectáreas de terreno, en la ciudad de Santiago, se encuentra emplazado el santuario de Laura Vicuña.

### Cardenal José María Caro
José María Caro Rodríguez fue Cardenal y el séptimo Arzobispo de Santiago. Su importancia radica en que fue el primer prelado chileno en convertirse en Cardenal de la Iglesia católica. Como pastor fue muy querido por los feligreses dado su paternal carisma y supo mantener una buena relación con los gobiernos radicales no creyentes que se dieron en Chile durante los años 1938-1952. Caro participó en los Funerales del Papa Pío XII y posteriormente, en el Cónclave que en octubre de 1958, eligió al Cardenal Ángelo Roncalli, como el Papa Juan XXIII. Falleció en diciembre de 1958, siendo sucedido por Raúl Silva Henríquez.

### Cardenal Raúl Silva Henríquez

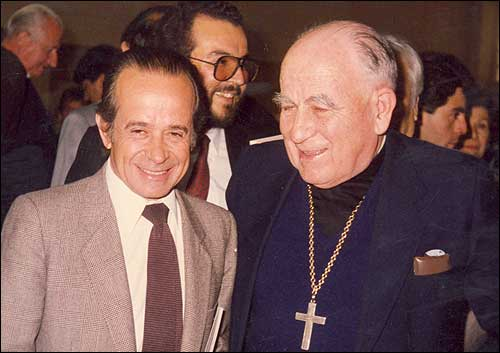
El Cardenal Raúl Silva Henríquez (derecha), junto al político Andrés Zaldívar (izquierda).

Una de las principales figuras de la Iglesia católica en Chile, durante el siglo XX, fue el Cardenal Raúl Silva Henríquez, quien fuera Arzobispo de Santiago durante un largo periodo (1961-1983). A Silva Henríquez le tocó presidir la principal Arquidiócesis del país durante los años más convulsionados de la Historia de Chile, etapa que comprende los gobiernos de Salvador Allende y Augusto Pinochet. Durante la dictadura de este último, Silva Henríquez fue un decidido y tenaz defensor de los derechos humanos, tanto así que creó la Vicaría de la Solidaridad, ente de la iglesia dedicado principalmente a auxiliar a las víctimas de la dictadura. Su labor lo hizo acreedor del Premio Príncipe de Asturias. Cabe destacar que como pastor ejerció un notable ministerio episcopal al crear la Academia de Humanismo Cristiano, la Vicaría de la Pastoral Obrera, y reorganizar la administración del arzobispado. Falleció en 1999.

### Mario Hiriart
Mario Hiriart fue un ingeniero y laico schoenstattiano chileno, destacado por su labor como profesional y laico comprometido. Desde muy joven profesó un profundo amor por Cristo y en especial por la Virgen María. En 1954 ingresó a trabajar a la CORFO, donde se destacó por ser un excelente profesional y mantener buenísimas relaciones humanas con su entorno de trabajo. En 1955 ingresa al Instituto Secular de los Hermanos de María de Schoenstatt. También se desempeñó como profesor de la Pontificia Universidad Católica de Chile. Su ejemplo de santidad radica en su diario vivir y en alguno de sus escritos. Falleció a causa de un cáncer terminal el 15 de julio de 1964, a la edad de 33 años. Está actualmente en causa de beatificación.

### Mons. Francisco Valdés Subercaseaux
El Venerable Francisco Valdés fue un misionero y prelado chileno perteneciente a la Orden de los Hermanos Menores Capuchinos, de la que fue el primer religioso de su país, y fue además el primer obispo de la Diócesis de Osorno. Actualmente se encuentra en proceso de canonización y, en reconocimiento de la heroicidad de sus virtudes, el 7 de noviembre de 2014 fue declarado Venerable por el papa Francisco.

## Controversias

### Casos de abusos contra menores
Desde 2010 se han divulgado casos de abusos contra menores por parte de sacerdotes y religiosos contra jóvenes, siendo los más connotados los casos del obispo Marco Antonio Órdenes Fernández, sacerdote Cristián Precht, sacerdote irlandés de los Legionarios de Cristo John O'Reilly, sacerdote jesuita Renato Poblete, sacerdote Fernando Karadima, sacerdote José Andrés Aguirre Ovalle “cura Tato”, sacerdote “cura Tito” Rivera y la hermana de la Compañía de las Ursulinas, sor Paula Lagos. Para efectos de sospechas de abusos contra menores por parte de sacerdotes, la Conferencia Episcopal dispuso de un protocolo de investigación, normando tanto el anonimato del denunciante hasta los procedimientos contra causas judiciales.